# Lomographa juta
Lomographa juta es una especie de polillas de la familia Geometridae. La especie fue descrita por primera vez por el entomólogo suizo Louis Beethoven Prout en 1926, con distribución endémica en las montañas altas de Borneo y en la Malasia peninsular. El sintipo fue descrito en monte Murud del estado de Sarawak de Malasia, a una altitud entre 6000 a 6500 pies (1828,8 a 1981,2 m) sobre el nivel del mar. Tiene gran parecido con otra especie de la región, Lomographa araeophragma, así como Lomographa atrinotapex de Vietnam y Lomographa nigropunctaria del oeste de China, aún en su morfología genital.